# Przednia Kopa (Trzy Kopy)
Przednia Kopa (słow. Prvá kopa, 2136 m) – najwyższy z trzech wierzchołków grani Trzech Kop (Tri kopy) w słowackich Tatrach Zachodnich. Wierzchołek znajduje się pomiędzy Smutną Przełęczą a kolejnym wierzchołkiem Trzech Kop – Drobną Kopą w głównej grani Tatr Zachodnich.

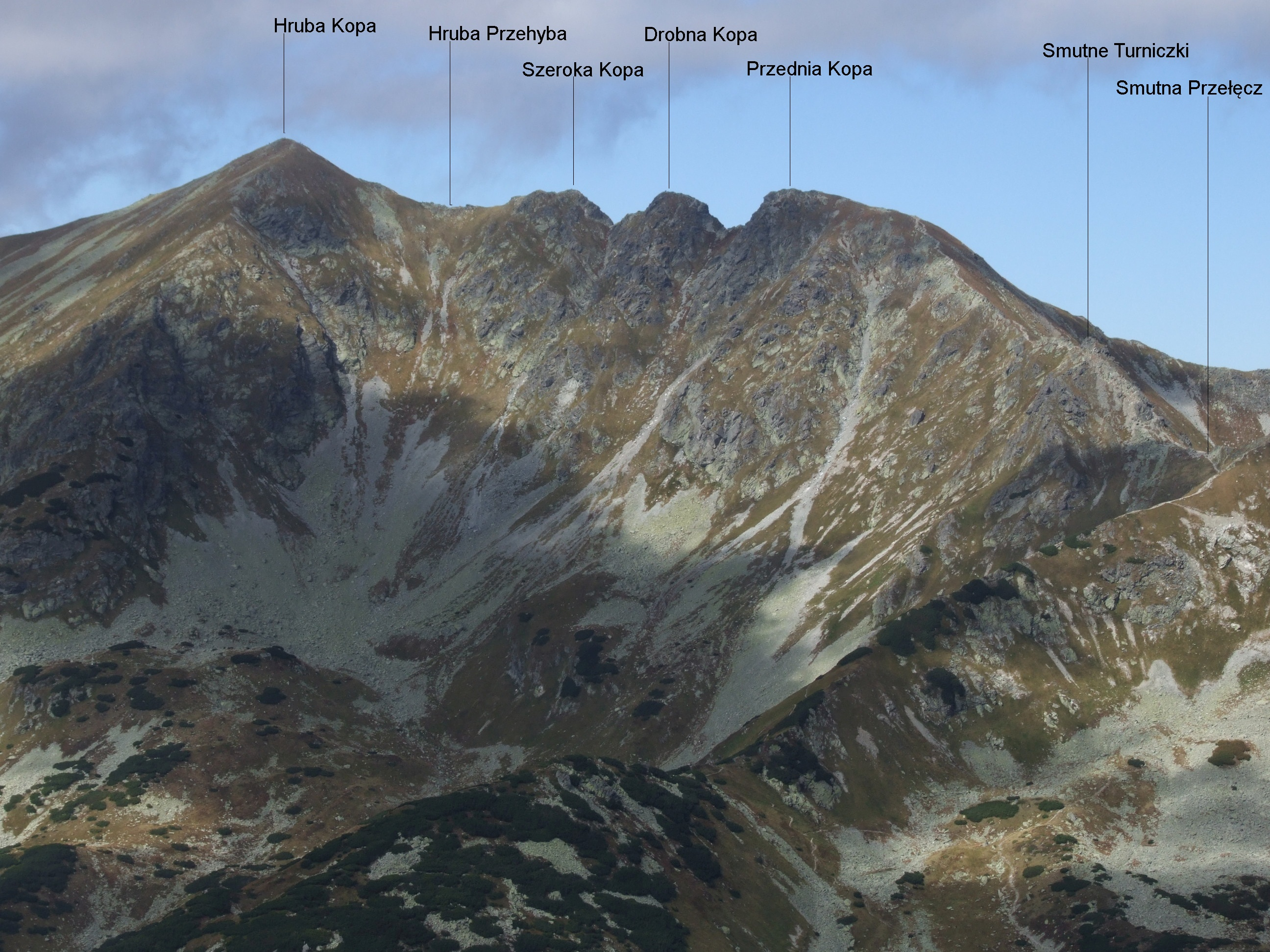
Widok z północnej grani Barańca

W publikacjach podawane są różne wysokości Przedniej Kopy. Wielka encyklopedia tatrzańska podaje wysokość około 2095 m n.p.m., według Józefa Nyki wierzchołek ma 2150 m, atlas satelitarny Tatr i Podtatrza podaje 2136 m, a według Adama Piechowskiego jest to 2035 m. Przeprowadzone w 2018 roku słowackie pomiary metodą skaningu laserowego wyznaczyły wysokość na 2136 m.
Południowe stoki Przedniej Kopy opadają do kotła lodowcowego Wielkie Zawraty w górnej części Doliny Żarskiej. W północno-wschodnim kierunku od Przedniej Kopy odchodzi krótka grań zakończona wierzchołkiem Zielonego Wierchu Rohackiego. Grań ta tworzy zachodnie zbocza Doliny Smutnej.

## Szlaki turystyczne
– czerwony, biegnący główna granią Tatr Zachodnich na odcinku od Smutnej Przełęczy do Banikowskiej Przełęczy przez Trzy Kopy, Hrubą Kopę i Banówkę. Czas przejścia fragmentu szlaku: 2 h, z powrotem tyle samo.